# Drave faux Aïzoon
Draba aizoides
Espèce
Classification phylogénétique
La Drave faux Aïzoon (Draba aizoides) est une espèce de plantes herbacées vivace du genre Draba et de la famille des Brassicaceae.

## Description
Plante formant des coussinets de 5 à 15 cm. Les tiges ne portent pas de feuilles ; celles-ci, disposées en rosettes, sont rigides, ciliées, à limbe linéaire. Les fleurs sont jaunes. Les fruits, des silicules, sont longs de 6 à 12 mm.

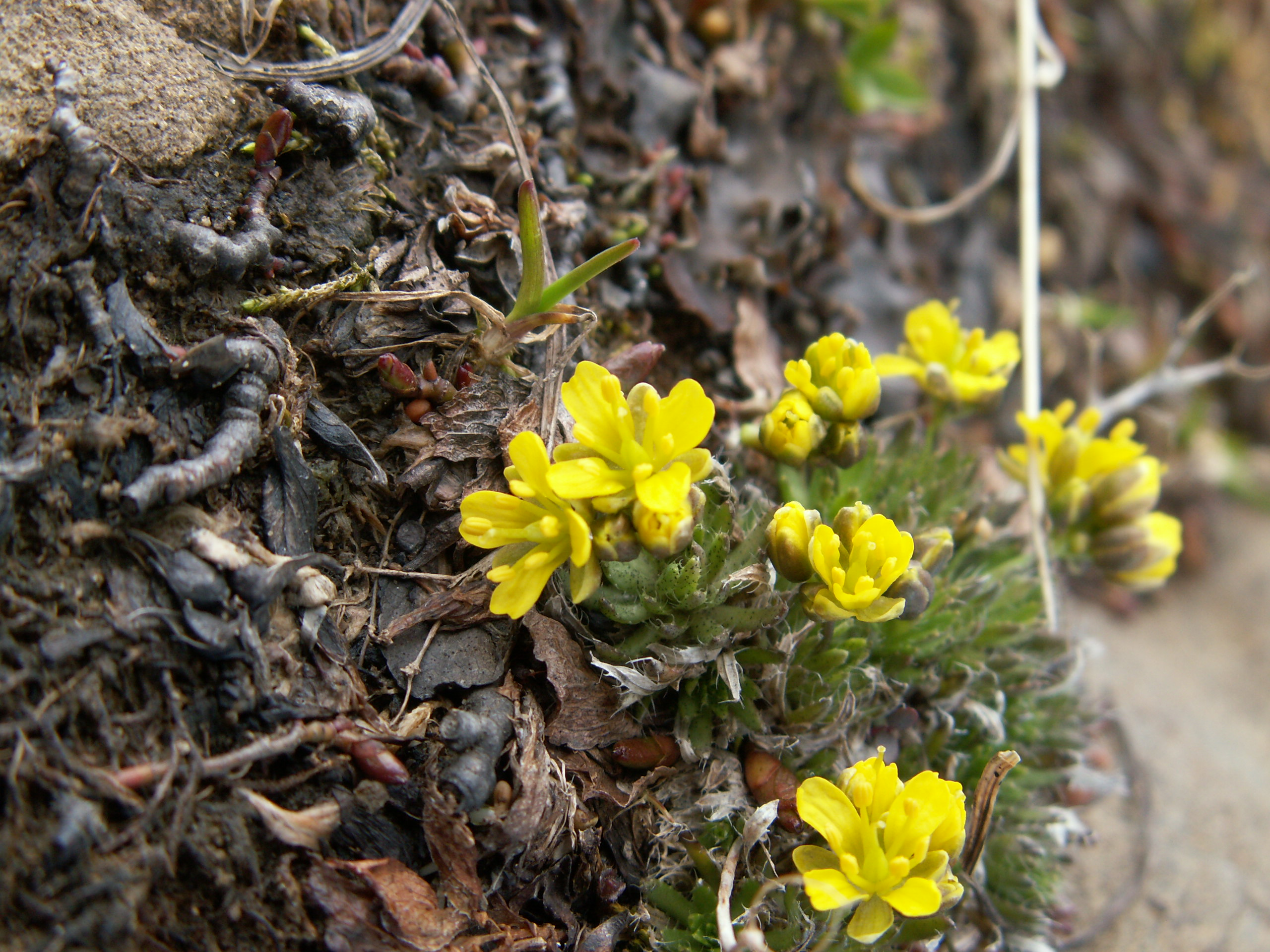
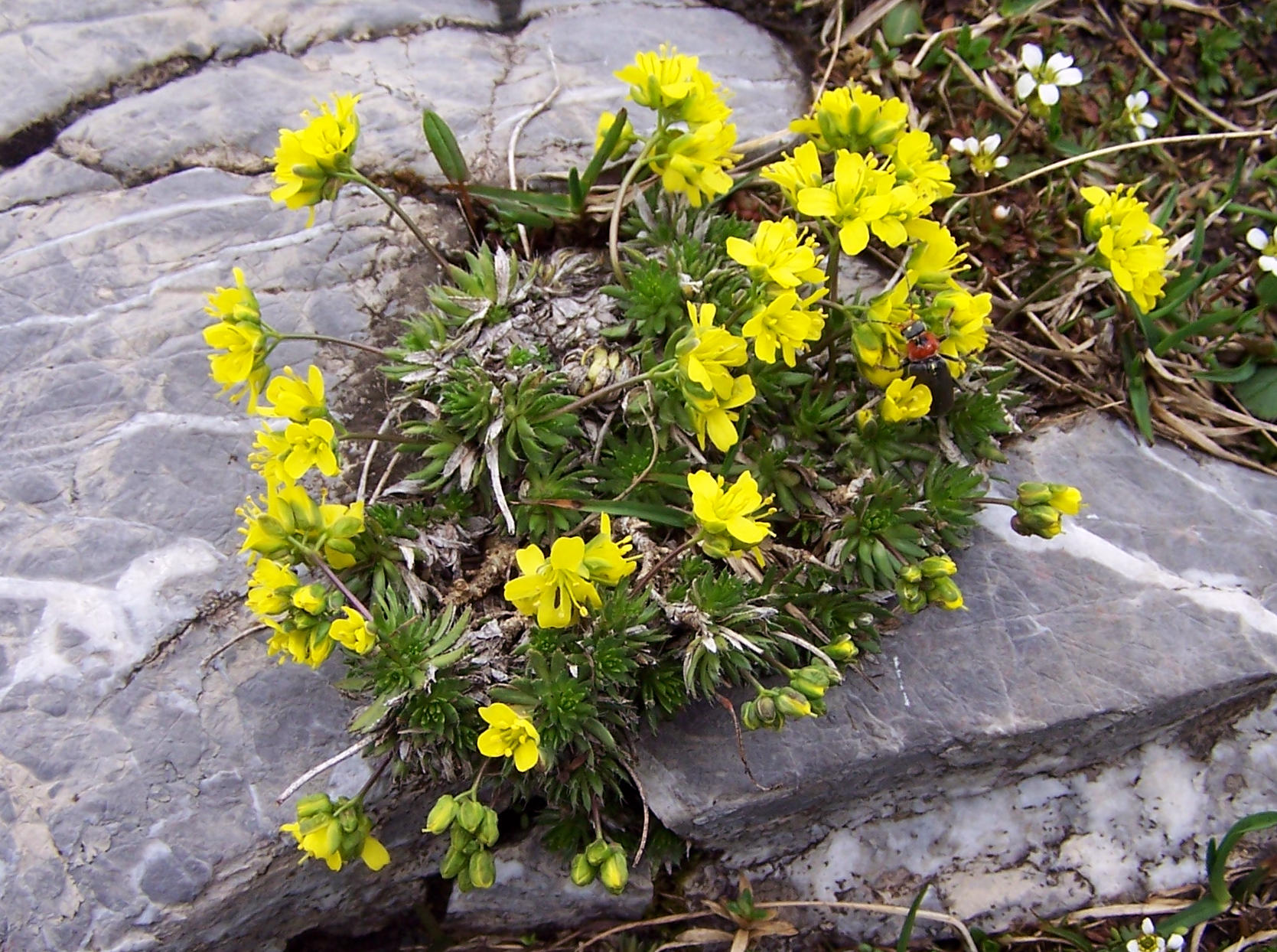

## Distribution
Régions montagneuses d'Europe méridionale et centrale, des Pyrénées aux Balkans. Station isolée dans le Sud-Ouest de l'Angleterre et en Belgique (rochers en bord de Meuse).

## Écologie
Cette drave se développe sur des rochers calcaires éclairés ou des pelouses. Elle fleurit d'avril à juin.

## Statut
En France, cette espèce est protégée en Alsace (Article 1).